# Crystal Gates
Crystal Gates – urugwajski zespół muzyczny grający metal symfoniczny, założony w roku 2013, przez gitarzystę Benjamína Machín i woklaistkę Carolinę Pérez, śpiewający po angielsku. Styl grupy wyróżnia sopran operowy  Caroliny Pérez.

## Historia zespołu
W 2015 roku zespół wydał swój pierwszy materiał promocyjny - pt.: "Song of the Lonely Mountain", zwiastun pierwszego mini-albumu pt.: "A Quest for Live". W tym samym roku wystąpił też po raz pierwszy publicznie. Do istotnych wydarzeń w roku 2016 należy koncert z Xandrią, w Montevideo, który odbył się 18 X. 19 II 2017 ukazuje się pierwszy mini-album zespołu "A Quest for Live". 29 IX 2017r. zostaje wydany singiel "Shadowborn". 1 III 2018 zespół koncertuje wraz z Epiką w Montevideo. W marcu tegoż roku wyjeżdża do Argentyny, na festiwal "La Campana Del Infierno", a w październiku do Peru na "Lima Metal Fest".

## Skład zespołu
- Benjamín Machín - gitary,
- Carolina Pérez - wokal,
- Gastón Lorenzo - perkusja,
- Juan José Leyton - instrumenty klawiszowe,
- Guillermo Albano - gitara basowa.

## Dyskografia
- "Song of the Lonely Mountain" - singiel (2015r. 4'35),
- "A Quest for Live" - mini-album (2017r. 6 utworów, 20'55),
- "Shadowborn" - singiel (2017r. 2 utwory, 7'),

## Źródła
- Encyclopaedia Metallum, hasło Crystal Gates, (dostęp 11.01.2019),
- Oficjalna strona zespołu (dostęp 11.01.2019),